# Мелодия на годината
„Мелодия на годината“ (1968 – 1995) е най-големият годишен национален телевизионен конкурс за български поппесни.
Жури, съставено от именити композитори, поети, музикални критици и специалисти от областта на музиката, оценява изпълнителите и гласува за тях. Песента, получила най-много точки, печели конкурса и става „Мелодия на годината“. Началото на годишната класация е поставено с първото предаване на 6 октомври 1968 г.
Всеки месец от календарната година се провеждат конкурси „Мелодия на месеца“, а победителите от всеки месец в началото на следващата година участват във финала, който се провежда в залата на Музикално-драматичния театър „Константин Кисимов“ във Велико Търново.
Дългогодишна водеща на „Мелодия на годината“ е Инна Симеонова. Нейни екранни партньори през годините са Миодраг Иванов, Орлин Горанов, Боян Илчев и други. Режисьор през 80-те години на директното излъчване на „Мелодия на годината“ е Ласка Минчева. По времето на социализма „Балкантон“ издава всяка година дългосвиреща плоча с песните победителки.

## Победители („Мелодия на годината“)
- 1968 – Лили Иванова – „Без радио не мога“ [2]
- 1969 – Маргрет Николова и Петър Петров – „Любили сме, любили“ [3]
- 1970 – Лили Иванова – „Ти сън ли си“ [4]
- 1971 – Паша Христова – „Бяла песен“ [5]
- 1972 – Ани Павлова – „Нашата мила родна страна“ [6]
- 1973 – Маргарита Хранова – „Далечна песен“ [7]
- 1974 – Лили Иванова – „Любов“
- 1975 – Маргарита Хранова – „На мъртвите герои“
- 1976 – Мими Иванова – „Слънцето е в моите коси“
- 1977 – Лили Иванова – „Стари мой приятелю“ и Маргарита Хранова – „Песен за октомври“
- 1978 – Богдана Карадочева – „Сама с вятъра“
- 1979 – Диана Експрес и Васил Найденов – „Адаптация“
- 1980 – Диана Експрес – „Душа“ [8]
- 1981 – Тоника СВ – „Приятели“ [9]
- 1982 – Васил Найденов – „Телефонна любов“
- 1983 – ФСБ – „Пак ще се прегърнем“ [10]
- 1984 – Росица Кирилова – „Любов завинаги“ [11]
- 1985 – Васил Найденов– „Сбогом, казах“
- 1986 – ФСБ – „Обичам те дотук“ и ВГ Трик – „Шесто чувство“
- 1987 – Силвия Кацарова – „Топъл дъжд“
- 1988 – Кристина Димитрова и Орлин Горанов – „С днешна дата“ [12]
- 1989 – Дует Ритон – „Накъдето ми видят очите“ [13]
- 1991 – „Медикус“ – „Векът на любовта“ [14]
- 1992 – Георги Христов – „Не съжалявайте“ [15]
- 1995 – Веселин Маринов – „Горчиво вино“

## „Мелодия на телевизионните зрители“
- 1971 – Йордан Марчинков – „Старите камбани“
- 1972 – Ани Павлова – „Нашата мила родна страна“
- 1977 – Лили Иванова и Асен Гаргов – „Най-хубавият лъч“ [16]
- 1983 – Васил Найденов – „Чудо“
- 1985 – Васил Найденов – „Сбогом, казах“
- 1986 – Георги Христов – „Да обичаш не е грях“ [17]
- 1987 – Кристина Димитрова и Орлин Горанов – „Детски спомен“
- 1988 – „Импулс“ – „Гладиатор“
- 1990 – Росица Кирилова – „Най-добрата дума“ [18]